# Портулакария африканская
Портулакария африканская (лат. Portulacaria afra) — типовой вид суккулентных кустарников рода Портулакария (Portulacaria), семейства Дидиереевые (Didiereaceae), естественно произрастающий на территории Кении, Мозамбика, Эсватини и Южно-Африканской Республики. 
В засушливых регионах, оно представляет ценное кормовое растение. В культуре оно часто выступает в роли декоративного небольшого кустарника с красными стеблями и мелкими, округлыми, мясистыми листьями. Летом появляются крошечные розовые цветки. Портулакария африканская иногда путается с Crassula ovata из-за их схожести, но листья портулакарии меньше, а стебли более жесткие.
Растение часто используется для выращивания в форме бонсая.

## Описание
Портулакария африканская достигает высоты 2-5 м, с несколькими основными стволами и многочисленными боковыми ветвями. Вариетет Portulacaria afra f. variegata характеризуется распростертым ростом и листьями желто-пестрыми. Стебель шарнирный. В молодом возрасте главный стебель зеленый, с течением времени приобретает серовато-коричневый оттенок с заметными рубцами на листьях, а кора становится красноватой. Листья вечнозеленые, опадающие, супротивные, размещены на красноватых стеблях и имеют форму от широкоэллиптических до округлых (20-30 х 11-18 мм). Они ярко-зеленые, толстые и мясистые, с острым кончиком, край цельный, а черешок отсутствует.
Цветки диаметром до 2 мм, от бледно-розового до пурпурного, собраны в небольшие многоцветковые соцветия на концах ветвей. Чашелистиков 2, стойкие, лепестков 5, розовых, также стойкие. Сезон цветения происходит в условиях засухи и на ярком солнце, в основном с весны до лета. Плоды представляют собой маленькие узкие трехстворчатые коробочки длиной ±5 мм, которые не раскрываются и содержат одно семя.

## Распространение
Интродуцирован на территории Сицилии.

## Экология
В Восточно-Капской провинции (ЮАР) было замечено взаимодействие с экосистемой у данного растения, присутствующего в национальном парке Эддо-Элефант, где оно включено в рацион слонов. Слоны потребляют растение сверху вниз, способствуя вегетативному распространению путем распускания горизонтальных ветвей на уровне земли. Вне пределов парка растения подвергаются пастбищу коз, которые поедают растение снизу вверх, мешая ему распространяться вегетативно. Таким образом, растения вынуждены полагаться главным образом на семена для размножения, что затруднено в засушливом климате. Наблюдается, что внутри парка, где растение подвергается поеданию слонов, растение успешно выживает и распространяется, в то время как за пределами парка растения становятся редкими из-за чрезмерного выпаса скота и ограниченной регенерации.
Также на данном растении паразитирует омела Viscum crassulae. Листва этой омелы отличается жесткостью и грубостью по сравнению с мягкими и гладкими листьями портулакарии африканской. Крошечные красные плоды омелы привлекают птиц, которые употребляют сладкий наружный слой и выбрасывают липкие семена. Эти семена часто приклеиваются к ветвям куста, где прорастают через кору с помощью специализированных корней. Эти корни извлекают влагу и питательные вещества из почвы хозяина, в то время как зеленые листья позволяют полупаразитической омеле производить свою собственную пищу.

### Углеродный губитель
Последние исследования выявили у портулакарии африканской удивительные свойства как «углеродного губителя», способного эффективно поглощать свободный углерод из атмосферы. Этот углерод, являющийся одним из основных парниковых газов, отвечающих за потепление земной атмосферы, чрезмерно образуется при сжигании ископаемого топлива. В настоящее время человечество производит атмосферный углерод быстрее, чем природа может его ассимилировать, что приводит к накоплению в атмосфере и удержанию солнечного тепла. Портулакария африканская обладает уникальной способностью поглощать больше углерода, чем многие другие растения, что делает ее особенно эффективной. В засушливых или полузасушливых регионах деревья портулакарии африканской способны удалять из атмосферы столько же углерода, сколько и лиственные леса.
Это растение обладает уникальной способностью использовать два различных пути фотосинтеза. В благоприятных условиях оно производит «пищу», используя метод, применяемый многими другими растениями. Однако в условиях неблагоприятных климатических условий, когда другие растения останавливаются в ожидании дождей, портулакария африканская переключается на другой путь, называемый CAM-фотосинтез, что позволяет ей продолжать расти и поглощать большие объемы углерода. Это позволяет растению процветать в условиях засухи или полузасухи, свойственных его природному окружению.
Кроме своего «углеродного» образа жизни, этот крупный кустарник создает благоприятную среду для обитания насекомых и других диких животных, предоставляя тень и защищая почву от вредных солнечных лучей. Органические остатки, накапливающиеся под кустами, обогащают почву и улучшают ее водоудерживающие свойства. Этот процесс благоприятствует не только самой портулакарии африканской, но также другим растениям и животным в этом регионе, включая микроорганизмы.
Современные проекты, активно реализующиеся в зонах, где произрастает портулакария африканская, направлены на использование ее для восстановления излишне эксплуатированных природных сред обитания. При этом эти места выступают в роли углеродных поглотителей, где углерод можно собирать и использовать в благотворительных целях, принося пользу как людям, так и окружающей среде. Возможные доходы от углеродных кредитов могут быть использованы для социального развития в регионах, где происходит реализация этих проектов.

## Таксономия
Portulacaria afra Jacq., первое упоминание в Collectanea 1: 160 (1787).

### Синонимы
- Haenkea crassifolia Salisb.
- Portulacaria portulacaria (L.) Graebn.
- Portulacaria afra f. variegata H.Jacobsen
- Portulacaria afra f. macrophylla H.Jacobsen
- Portulacaria afra f. microphylla H.Jacobsen

## Выращивание
Портулакария африканская успешно размножается черенками, особенно в случаях, когда семена не всегда легко доступны. Черенки легко укореняются и могут быть посажены непосредственно в почву, где успешно развиваются. Как альтернативу, можно применить стандартный метод, высушивая черенки в течение одного или двух дней на сухом и прохладном месте, а затем посаживая их в промытый речной песок. Важно держать черенки в теплом и тенистом месте до полного укоренения и готовности к высадке. Процесс укоренения обычно завершается за четыре-шесть недель, после чего можно безопасно пересаживать растения.